# Horário da Maurícia
|  | UTC−01:00           | Horário de Cabo Verde                                                                  |
|  | UTC±00:00           | Tempo Médio de Greenwich                                                               |
|  | UTC±00:00 UTC+01:00 | Horário da Europa Ocidental Horário de Verão da Europa Ocidental                       |
|  | UTC+01:00           | Horário da África Ocidental / Horário da Europa Central                                |
|  | UTC+01:00 UTC+02:00 | Horário da África Ocidental Horário de Verão da África Ocidental                       |
|  | UTC+02:00           | Horário da África Central / Horário Padrão da África do Sul / Horário do Leste Europeu |
|  | UTC+03:00           | Horário da África Oriental                                                             |
|  | UTC+04:00           | Horário da Maurícia Horário das Seychelles                                             |

Horário da Maurícia, ou MUT, é um fuso horário usado pela nação insular de Maurícia no Oceano Índico. A zona é de quatro horas à frente do UTC (UTC+4).
Horário de verão foi usado em 2008. Relógios foram avançados para UTC+5 em 26 de outubro de 2008 e colocado de volta ao horário padrão em 29 de março de 2009 às 3 AM hora de verão local.
A mudança de horário não é mais aplicada.